# Pathri
Pathri là một thành phố và là nơi đặt hội đồng đô thị (municipal council) của quận Parbhani thuộc bang Maharashtra, Ấn Độ.

## Địa lý
Pathri có vị trí 19°15′B 76°27′Đ / 19,25°B 76,45°Đ Nó có độ cao trung bình là 423 mét (1387 feet).

## Nhân khẩu
Theo điều tra dân số năm 2001 của Ấn Độ, Pathri có dân số 31.997 người. Phái nam chiếm 51% tổng số dân và phái nữ chiếm 49%. Pathri có tỷ lệ 61% biết đọc biết viết, cao hơn tỷ lệ trung bình toàn quốc là 59,5%: tỷ lệ cho phái nam là 69%, và tỷ lệ cho phái nữ là 53%. Tại Pathri, 16% dân số nhỏ hơn 6 tuổi.